# Заволжское
Заво́лжское — село в Харабалинском районе Астраханской области, административный центр Заволжского сельсовета. Основано в начале XX века как калмыцкий посёлок Ики-Хошут
Население — 1401 (2021)

## География
Название села обусловлено его географическим местоположением, село находится на левобережье Волги, в пределах Волго-Ахтубинской поймы, на берегу реки Митинка, которая, ответвляясь от реки Ахтуба, сливается за селом Речное, что в 7 км от села Заволжское, с рекой Волгой.
Село расположено в 60 километрах к югу от районного центра — города Харабали. К селу Заволжское от федеральной трассы Астрахань — Ахтубинск — Волгоград проложена автодорога с асфальтовым покрытием протяжённостью 19 км. Через село проходит автомобильная трасса «Вольное — Замьяны» областного значения.

## История
Хотон Ики-Хошут (калм. Ик Хошуд - большие хошеуты) известен с конца XVIII века.
Осёдлое поселение Ики-Хошут возникает в начале XX века, когда калмыки Александровского улуса Калмыцкой степи Астраханской губернии начали переходить к оседлости. Согласно Памятной книжке Астраханской губернии на 1916/17 года в посёлке Ики-Хошут имелось 25 дворов, проживало 95 мужчин и 90 женщин.
В 1920 года посёлок в состав Александровского (Хошеутовского улуса) был включён в состав Калмыцкой автономной области (с 1935 года — Калмыцкая АССР).
28 декабря 1943 года калмыцкое население было депортировано. Посёлок был включён в состав Приволжского района Астраханской области и переименован в Актюбеевку (Актюбеевский сельсовет), а в 1944 году передан в состав Харабалинского района. Название Актюбеевка имеет тюркское происхождение и состоит из тюркских — ак — белый, тюбе — бугор и суффикса -евка. В мае 1944 года Актюбеевка была переименована в Заволжское (Заволжье, Заволжский сельсовет). Так же известно ещё одно название этого села: начиная с 1926 и до 1944—1946 года село называли ещё и как Ушаковка.
Калмыцкое население стало возвращаться после отмены ограничений по передвижению в 1956 году, однако в состав Калмыцкой автономии село возвращено не было.

## Население
| 1916 |
| ---- |
| 185  |

| 2002  | 2010  | 2012  | 2013  | 2014  | 2015  | 2016  |
| ----- | ----- | ----- | ----- | ----- | ----- | ----- |
| 1572  | ↘1467 | ↘1459 | ↘1405 | ↘1400 | ↘1396 | ↘1391 |
| 2017  | 2018  | 2019  | 2020  | 2021  |       |       |
| ↘1381 | ↘1369 | ↘1341 | ↘1306 | ↗1401 |       |       |

Село многонационально. Из имеющегося населения численностью 1537 человек: казахов — 42,6 % (654 чел.), русских — 37,6 % (579 чел.), калмыков — 16,3 % (250 чел.), других национальностей (украинцы, чуваши, мордва, чеченцы, татары, азербайджанцы, армяне) — 5,5 % (54 чел.).

## Известные уроженцы
- Боровков, Юрий Михайлович (род. 1947) — советский и российский юрист